# Prima Brigata mobile carabinieri
La Prima Brigata Mobile è una Brigata dell'Arma dei Carabinieri, inquadrata nella Divisione Unità Mobili Carabinieri.

## Storia

### L'XI Brigata

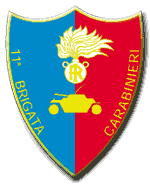
Lo scudetto della 11ª Brigata mobile

Il 1º aprile 1963 venne costituita l'XI Brigata meccanizzata Carabinieri, al fine di rispondere alle esigenze di difesa del territorio e di riserva, con inizialmente alle dipendenze il 1º, il 2º ed il 3º Reggimento, il 4º Reggimento Carabinieri a cavallo ed i Battaglioni VII e XIII. Nel 1977, con lo scioglimento del 1º, 2º e 3º Reggimento, tutti e 13 battaglioni passarono alle dirette dipendenze della brigata.
Successivamente anche i Comandi Antidroga, Tutela del patrimonio artistico e i Nas.

### La Prima Brigata
Con la riorganizzazione dovuta all'elevazione dell'Arma a forza armata,  venne istituita, con il contemporaneo scioglimento della "XI brigata Carabinieri", la Prima Brigata mobile il 1º febbraio 2001, insieme alla Divisione unità mobili carabinieri, alle dipendenze dirette del Comando delle unità mobili e specializzate "Palidoro".
Oltre al 4º reggimento a cavallo, ha alle dipendenze 12 tra reggimenti e battaglioni territoriali, dedicati ai servizi di ordine pubblico, al concorso nella protezione civile e al supporto all’Arma territoriale nel controllo del territorio.

## Compiti
Fra i numerosi compiti assegnati ai reparti della Prima Brigata Mobile si possono citare:
- concorso alla difesa del territorio nazionale;
- partecipazione ai servizi di ordine pubblico nel corso di grandi manifestazioni ed eventi
- antisommossa
- la vigilanza ad obiettivi sensibili militari e civili
- il supporto all'organizzazione territoriale (S.A.T) dell'Arma, per incrementare il controllo del territorio nelle grandi aree urbane, extra urbane e rurali (C.I.O)
- fronteggiare situazioni di crisi ad alto rischio, nonché prevenire, contrastare e contenere atti di terrorismo (S.O.S)
- le esigenze di protezione civile;
- la predisposizione di assetti da impiegare nelle missioni “fuori area” per l’assolvimento delle funzioni di polizia militare ed il sostegno di alcune attività logistiche.

## Struttura
Fanno parte della Prima Brigata mobile:
- 1º Reggimento carabinieri "Piemonte"
- 2º Battaglione carabinieri "Liguria";
- 3º Reggimento carabinieri "Lombardia";
- 4º Battaglione carabinieri "Veneto";
- 5º Reggimento carabinieri "Emilia-Romagna"
- 6º Battaglione carabinieri "Toscana";
- 8º Reggimento carabinieri "Lazio"
- 9º Battaglione carabinieri "Sardegna";
- 10º Reggimento carabinieri "Campania";
- 11º Reggimento carabinieri "Puglia";
- 12º Reggimento carabinieri "Sicilia";
- 14º Battaglione carabinieri "Calabria";
- 4º Reggimento carabinieri a cavallo.

Presso 10 reggimenti/battaglioni carabinieri (Milano, Bologna, Firenze, Roma, Napoli, Bari, Palermo, Mestre, Moncalieri e Vibo Valentia) è stata costituita una Compagnia di Intervento Operativo che, attraverso un particolare addestramento del personale e alla grande dotazione di mezzi e materiali, consente di fronteggiare eventuali improvvise situazioni di pericolo per la pubblica sicurezza. Fanno parte della suddetta compagnia anche le Squadre operative di supporto (S.O.S). Create nel 2016, ad esse è devoluto il compito di intervenire quanto più tempestivamente possibile per fronteggiare situazioni di crisi ad alto rischio, nonché prevenire, contrastare e contenere atti di terrorismo. Per far fronte alle emergenze in caso di pubblica calamità, presso tutti i Battaglioni Mobili vengono costituiti in caso di necessità dei speciali Reparti di Soccorso preventivamente addestrati e dotati di mezzi e materiali che assicurano una prima assistenza alle popolazioni colpite, in attesa dell'intervento della protezione civile.

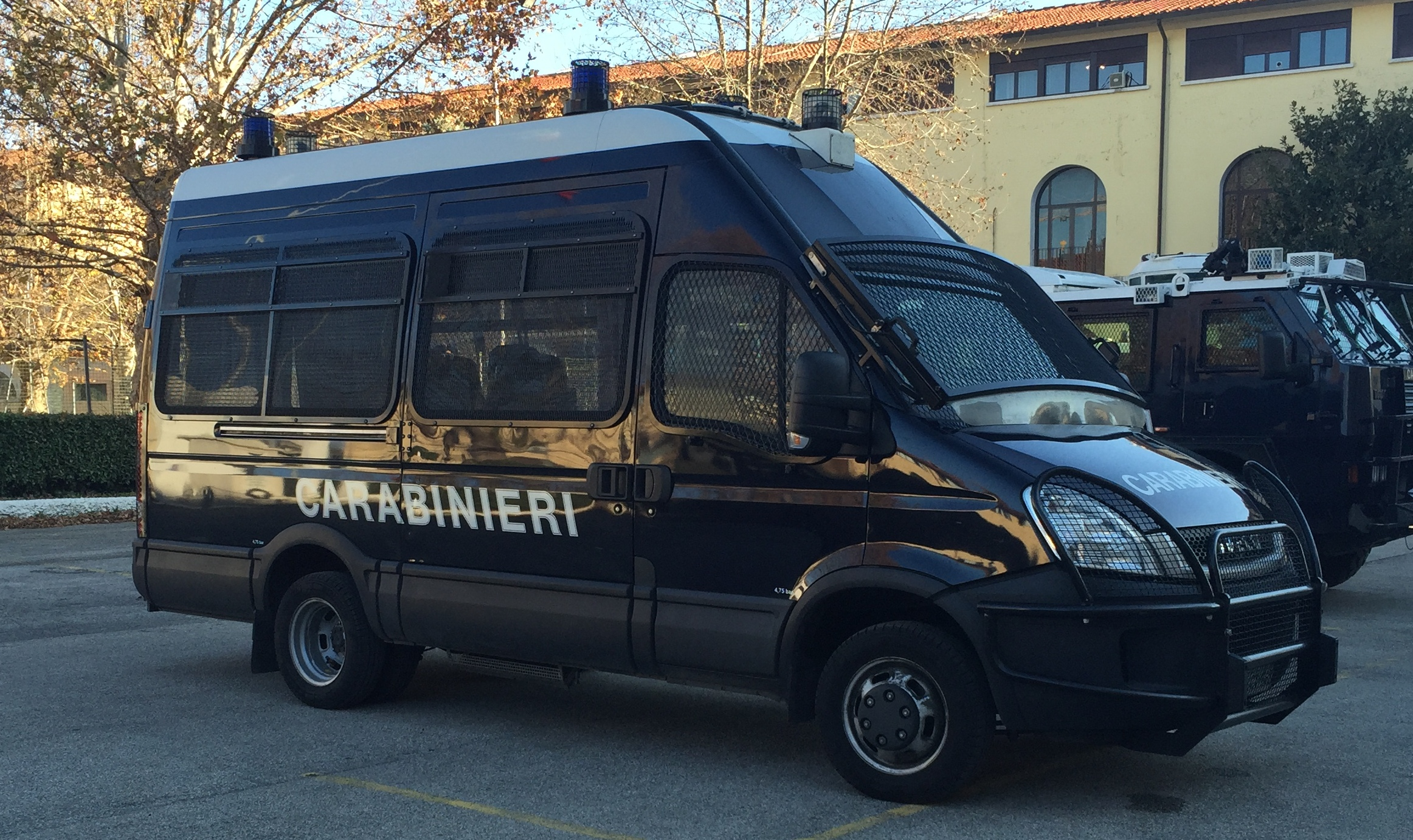
Iveco C-17, usato nei battaglioni e reggimenti OP.
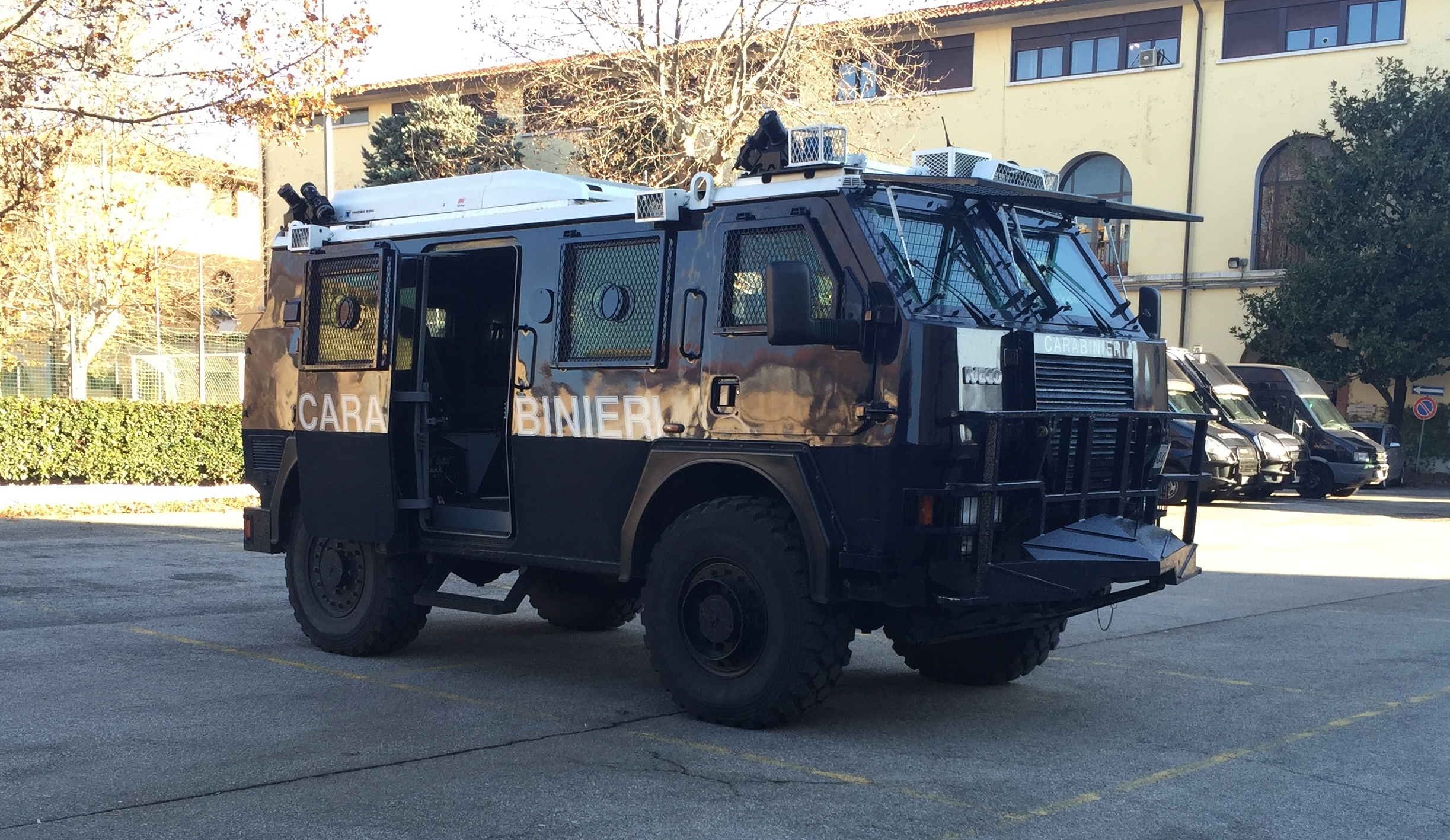
Iveco RG-12, usato nei battaglioni e reggimenti in OP in sostituzione del precedente M113 VTT e del Fiat 6616
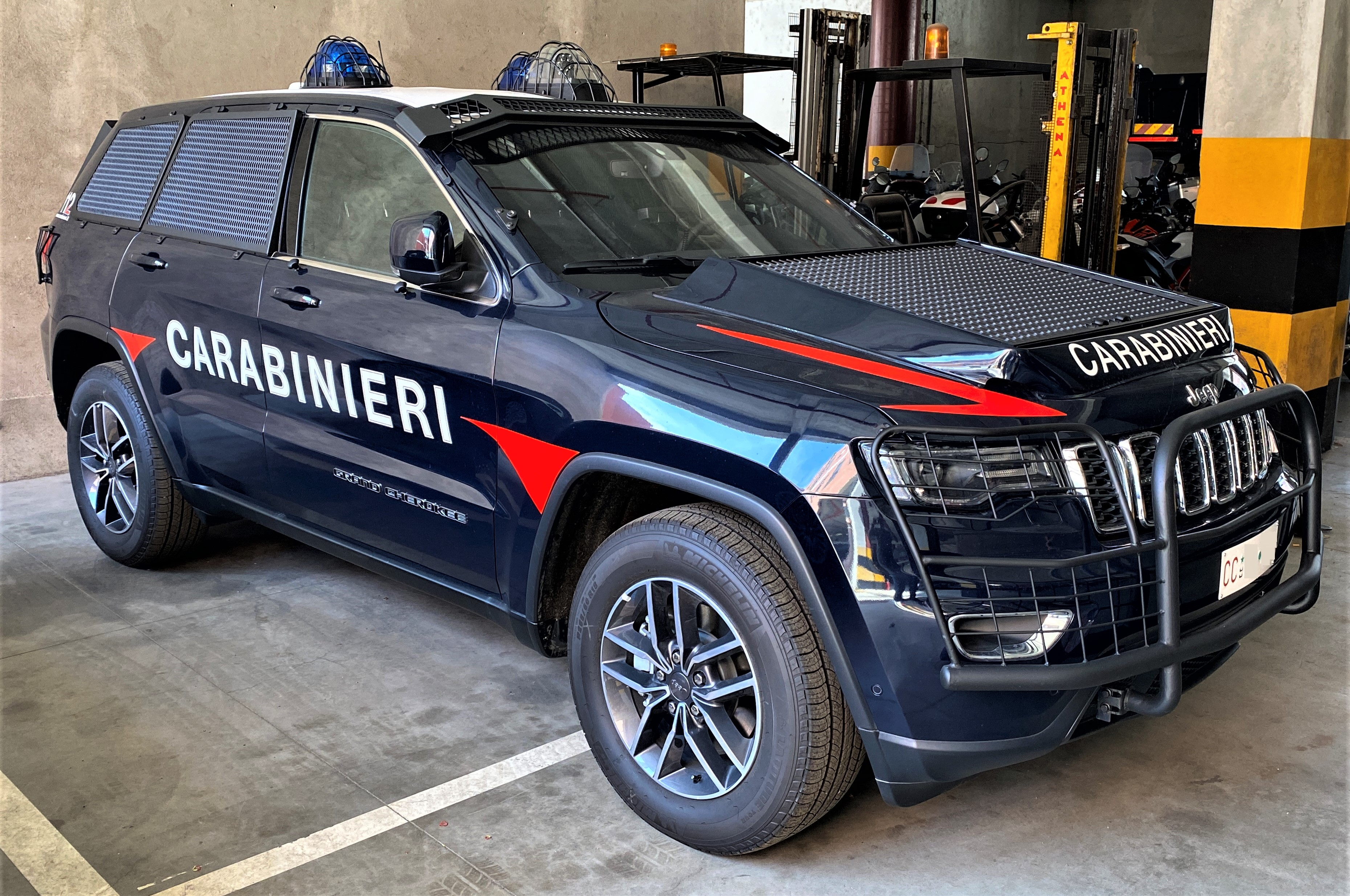
Jeep Grand Cherokee con allestimento speciale da Ordine Pubblico.
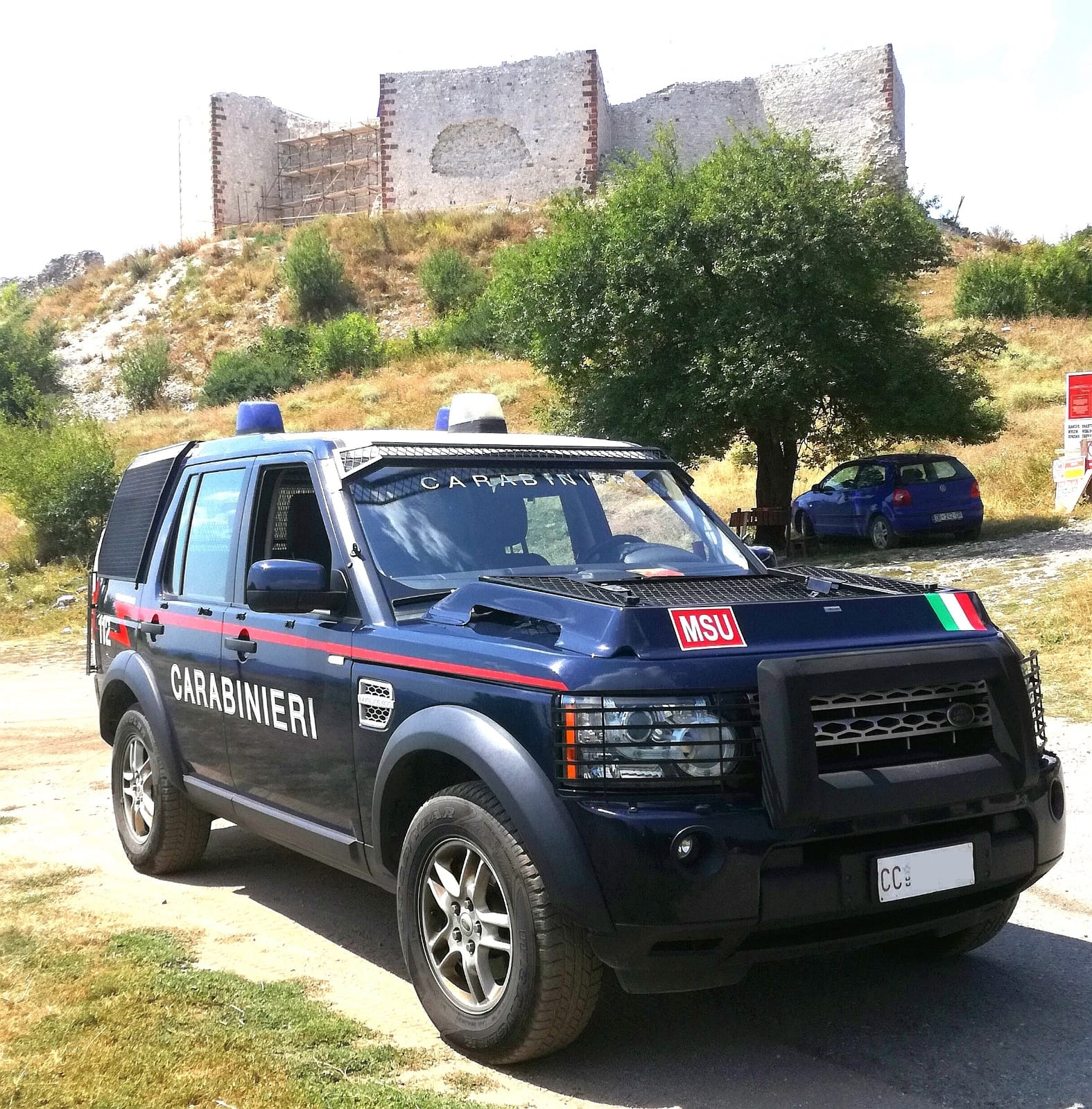
Land Rover Discovery 4 (MSU) con allestimento antisommossa.
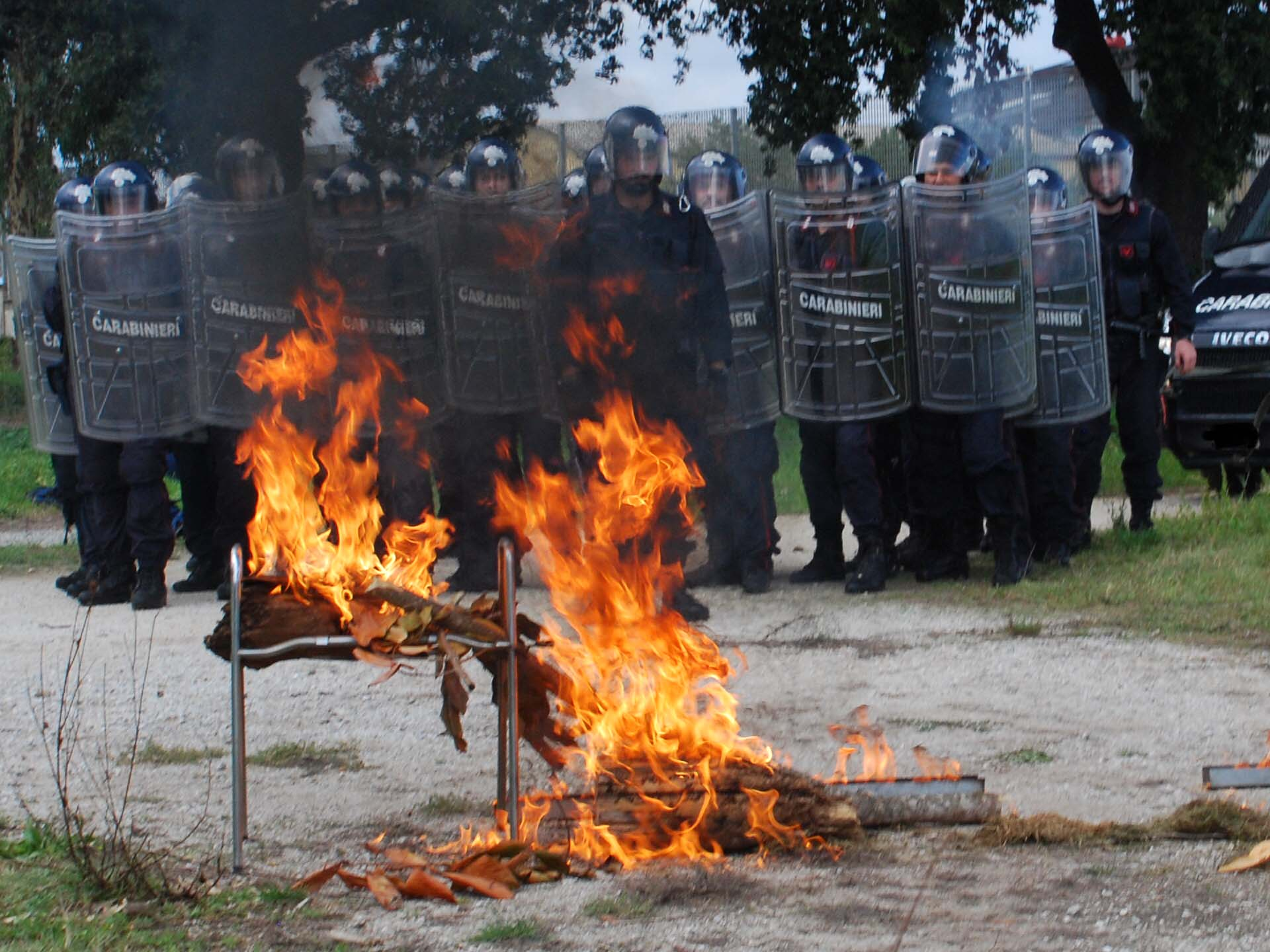
Personale della 1ª Brigata Mobile impiegato in attività addestrativa